# Ulrike Liedtke

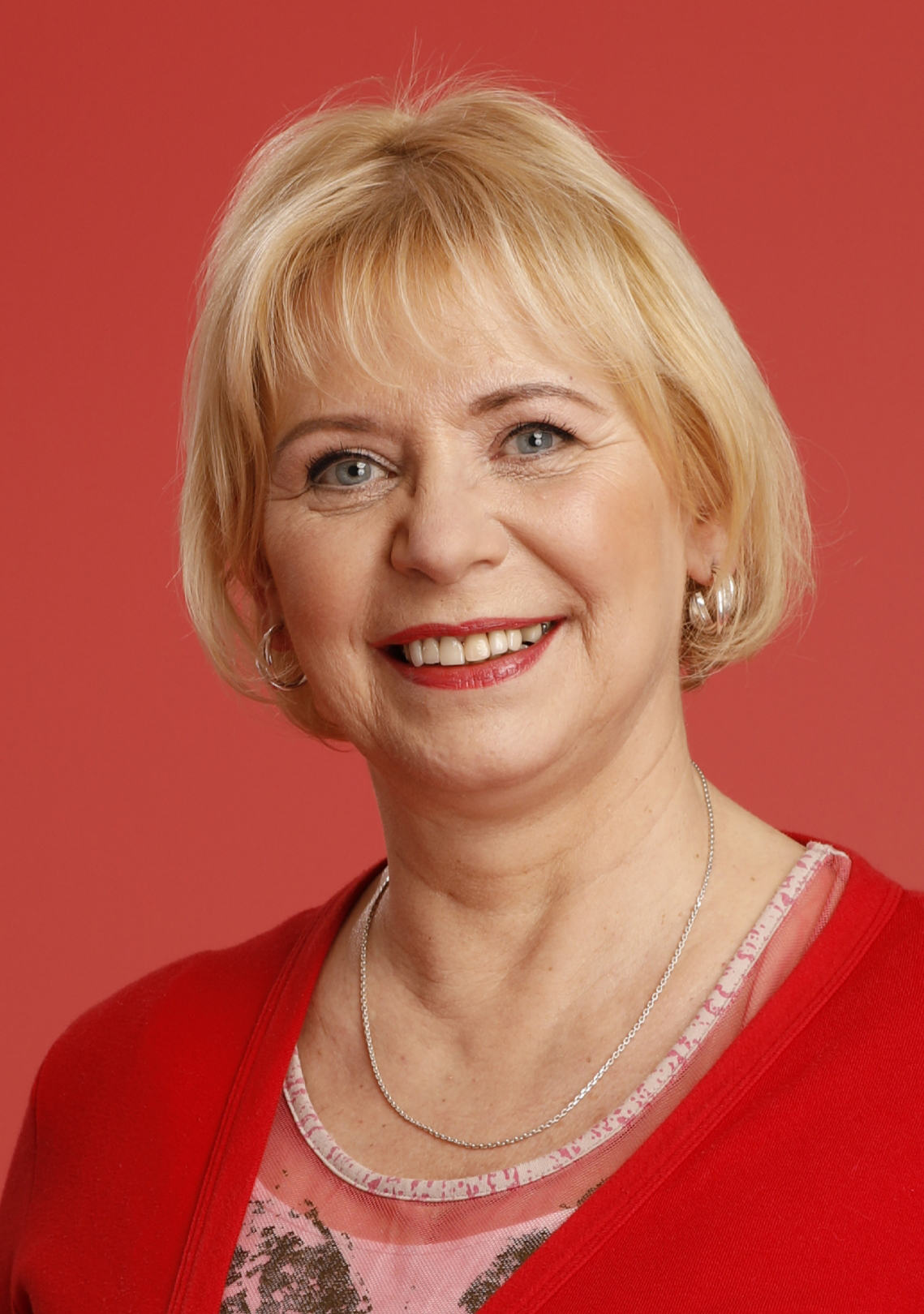
Ulrike Liedtke (2019)

Ulrike Liedtke, geb. Nehrdich (* 17. November 1958 in Weimar, Bezirk Erfurt, DDR) ist eine deutsche Musikwissenschaftlerin und Politikerin (SPD). Von 1991 bis 2014 war sie Gründungsdirektorin der Musikakademie Rheinsberg. Seit 2014 ist sie Mitglied des Landtags Brandenburg. Seit 2019 ist sie Landtagspräsidentin.

## Leben
Ulrike Liedtke ist Tochter einer Musikwissenschaftlerin und eines Dirigenten. Liedtke besuchte sechs Schulen und studierte nach dem Abitur in Stralsund 1977 Musikwissenschaft an der Karl-Marx-Universität Leipzig. Während ihres Studiums 1980 wurde sie Mitglied im Gewandhauschor und im Extrachor der Oper Leipzig. Von 1978 bis 1985 folgte eine dramaturgische Honorartätigkeit im Bereich Programmhefte und Einführungen für das Gewandhaus zu Leipzig. Außerdem verfasste sie zahlreiche Rezensionen für die Leipziger und Magdeburger Regionalpresse. Sie schloss ihre Studien 1982 mit dem Diplom ab. Im Jahr 1985 wurde sie bei Christoph Sramek an der Sektion Kultur- und Kunstwissenschaften, Fachgruppe Musikwissenschaft der Universität Leipzig mit der Dissertation A Siegfried Matthus – Tendenzen im Schaffen eines Komponisten der DDR zur Dr. phil. promoviert.
1985/86 war sie Musikredakteurin für Festival- und Opernausstrahlungen beim Fernsehen der DDR in Berlin. Sie betreute konzeptionell und redaktionell eine Sendereihe zu Neuer Musik (21 Folgen bis 1997), die sie auch moderierte. 1986 wechselte sie als Wissenschaftliche Mitarbeiterin an die Akademie der Künste der DDR.
Nach der freien Wahl der Stadtverordnetenversammlung von Berlin 1990 und der Bildung des Magistrats Schwierzina war sie Abteilungsleiterin für Musik, Theater, Museen und Film bei der Kulturstadträtin Irana Rusta (SPD) in der Berliner Magistrats- und Senatsverwaltung („MagiSenat“). Von 1991 bis 1993 war sie im Ministerium für Wissenschaft, Forschung und Kultur des Landes Brandenburg tätig, wobei sie ab September 1991 nach Rheinsberg abgeordnet war.
Dort war sie von 1991 bis 2014 Gründungsdirektorin der Musikakademie Rheinsberg. Ab 1993 war sie Geschäftsführerin und Künstlerische Leiterin der Musikakademie Rheinsberg GmbH, deren Schlosstheater sie ab 2000 zusätzlich betrieb. Auf dem Spielplan standen Musiktheater, Ballett und Konzert mit Schwerpunkt auf dem 18. sowie 20./21. Jahrhundert aber auch heutige Formate wie Aktionen und Performances. In ihrer Amtszeit 2001 wurde die Musikakademie zur „Bundes- und Landesakademie“ ernannt. Dem Haus wurde durch den Verband Deutscher Kritiker der Kritikerpreis für Musik 2004 verliehen. Einen Ehrenplatz erhielt es 2006 beim Weiterbildungspreis des Landes Brandenburg.
Liedtke hatte mehrere Lehraufträge zum Musiktheater inne u. a. 1998/99 an der Hochschule für Musik Franz Liszt Weimar und an der Hochschule für Musik Hanns Eisler Berlin. Im Jahr 2017 wurde Liedtke von der Humanwissenschaftlichen Fakultät der Universität Potsdam zur Honorarprofessorin für Musikwissenschaft bestellt. Sie forscht zur Musik des 18. Jahrhunderts und zur zeitgenössischen Musik, zur (Anti-)Oper und zur Komischen Oper, zur brandenburgischen Regionalforschung und zu Noten-Urtexten (Herausgaben von Christoph Schaffrath). Fachbeiträge erschienen u. a. in den Musiklexika Komponisten der Gegenwart, The New Grove Dictionary of Music and Musician und Die Musik in Geschichte und Gegenwart. Sie ist Mitglied des Verbandes Deutscher Schriftsteller (seit 1999).
Ulrike Liedtke ist Mutter zweier Kinder. Ihr Sohn war Mitglied des Leipziger Thomanerchores.

## Politik

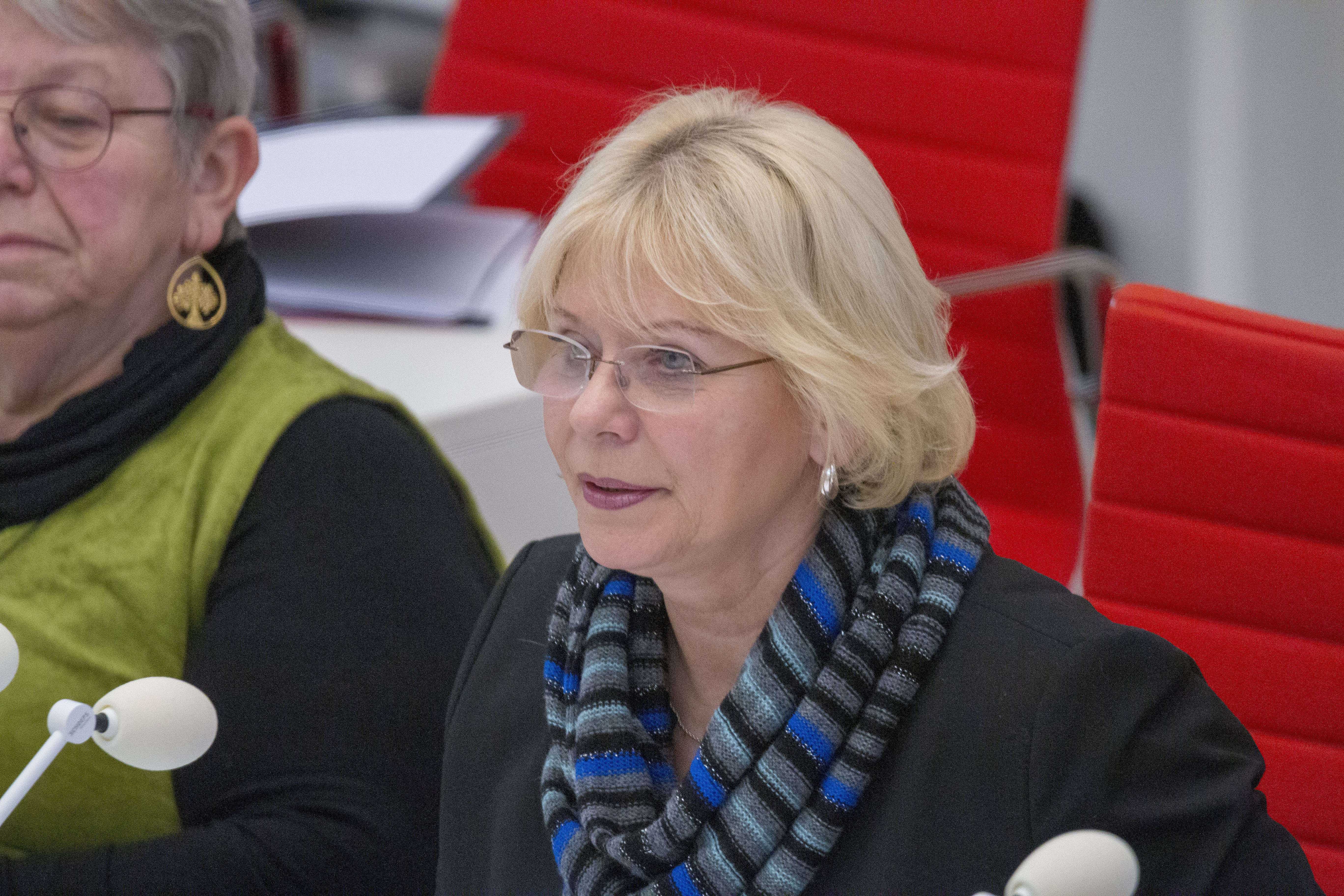
Ulrike Liedtke als Landtagspräsidentin (2020)

Bis zur Wende 1989 war Liedtke parteilos. Im Jahr 1989 war sie dann Mitbegründerin der Sozialdemokratischen Partei (SDP) in der DDR in Berlin-Hohenschönhausen. Seit 1990 ist sie Mitglied der SPD und war Vorstandsmitglied in Berlin-Hohenschönhausen, Zepernick, Rheinsberg. Von 2016 bis 2019 war sie Vorsitzende des SPD-Unterbezirks Ostprignitz-Ruppin.
Von 1990 bis 2002 war sie Mitglied, zeitweise Vorsteherin, der Bezirksverordnetenversammlung von Berlin-Hohenschönhausen bzw. von Lichtenberg. 2019 bis 2024 war sie Stadtverordnete in Rheinsberg.
Bei der Landtagswahl in Brandenburg im September 2014 errang sie ein Direktmandat im Landtagswahlkreis Ostprignitz-Ruppin I (Wahlkreis 3). Sie erhielt 36,3 Prozent der Erststimmen. Liedtke war kultur- und hochschulpolitische Sprecherin der SPD-Landtagsfraktion Brandenburg. 2014 bis 2019 war sie Sprecherin ihrer Fraktion in der Enquete-Kommission „Zukunft der ländlichen Regionen vor dem Hintergrund des demografischen Wandels“ (EK 6/1) im Landtag Brandenburg und Mitglied des Ausschusses Bildung, Jugend und Sport.
Ihr Direktmandat verteidigte sie mit 23,6 Prozent der Erststimmen bei der Landtagswahl 2019. Am 25. September 2019 wurde Liedtke bei der konstituierenden Sitzung mit 77 von 88 Stimmen zur Präsidentin des Landtages gewählt. Bei der Landtagswahl 2024 wurde sie erneut über das Direktmandat in den Landtag gewählt. Am 17. Oktober 2024 wurde sie mit 70 von 88 Stimmen auch als Landtagspräsidentin wiedergewählt.

## Mitgliedschaften
Ulrike Liedtke war von 1995 bis 1997 Mitglied im Nationalkomitee der UNESCO-Kulturdekade. Von 1997 bis zur Rotation 2009 war sie Mitglied und (zeitweise) Vorsitzende der Rundfunkräte des ORB und des rbb. Nachdem sie bereits seit 1995 Vizepräsidentin des Landesmusikrates Brandenburg e. V. war, wurde sie 2016 zu dessen Präsidentin gewählt. Von 2000 bis 2002 war sie Sprecherin des Arbeitskreises der Musikbildungsstätten in Deutschland. 2000 wurde sie Präsidiums- und 2005 zugleich Aufsichtsratsmitglied des Deutschen Musikrates. Von 2000 bis 2005 fungierte sie als Expertin für das Förderprogramm Kultur 2000 der Europäischen Kommission. Von 2000 bis 2017 war sie Autorin und Beiratsvorsitzende der CD-Dokumentation Musik in Deutschland 1950–2000 des DMR. 2001 bis 2017 war sie Autorin und Redaktionsmitglied des Musikmagazins Musikforum. 2009 bis 2024 war sie Vorsitzende der Konferenz der Landesmusikräte im Deutschen Musikrat (DMR) und ist seit 2013 Vizepräsidentin und Aufsichtsratsmitglied des DMR. Liedtke ist seit 2016 Jurorin des Musikfonds e. V., für den sie konzeptionelle Vorarbeit leistete. Der Sprecherrat des Deutschen Kulturrates hat Liedtke 2019 als eine von zwei Vizepräsidenten des Deutschen Kulturrates gewählt. Ihre Amtszeit endete im März 2022. Liedtke ist Einzelmitglied im Brandenburgischen Chorverband, sowie Gründungsvorsitzende des Tanz & Art Rheinsberg e. V. und der Ferdinand-Möhring Gesellschaft e. V. 2021 wurde sie zur Domherrin des Domstiftes Brandenburg ernannt. Am 30. Oktober 2021 wurde sie vom Landesvertretertag des Volksbund Deutsche Kriegsgräberfürsorge e. V. Landesverband Brandenburg – einstimmig zur neuen Landesvorsitzenden gewählt. Sie tritt damit die Nachfolge von Gunter Fritzsch an.

## Ehrungen
- Hans-Stieber-Preis (1988)[20]
- Bundesverdienstkreuz am Bande (2001)[21]
- Kunstpreis des Landes Brandenburg (Hauptpreis) (2001)[4]
- Leo-Wistuba-Medaille des Brandenburgischen Chorverbandes (2001)[4]
- Ehrennadel des Landesmusikrates Brandenburg (2003)[4]
- „Kritikerpreis für Musik 2004“ für die Musikakademie Rheinsberg des Verbands Deutscher Kritiker Ehrenplatz „Weiterbildungspreis des Landes Brandenburg“ für die Musikakademie Rheinsberg (2006)
- Integrationspreis des Landrates Ostprignitz-Ruppin für Tanz & Art Rheinsberg e. V. (2016)
- Integrationspreis des Bundespräsidenten für das Modell Rheinsberg (2017)
- Martin-Adler-Gedenkmedaille (2022)
- Hans-Lenz-Medaille des BMCO (2022)

## Schriften (Auswahl)
- Mit Gert Belkius (Hrsg.): Musik für die Oper? Mit Komponisten im Gespräch. Henschel-Verlag, Berlin 1990, ISBN 3-362-00479-2.
- Mit Helge Bartholomäus (Hrsg.): Festschrift 10 Jahre Berliner Fagottquartett, 5 Jahre Meisterkurse der Musikakademie Rheinsberg. Musik- und Buchverlag Feja, Berlin 1996, ISBN 978-3-929355-04-8.
- Matthus, Siegfried. In: Hans-Werner Heister, Wolfgang Sparrer (Hrsg.): Komponisten der Gegenwart. edition text + kritik, München 1996
- (Hrsg.): „Jeder nach seiner Fasson“. Musikalische Neuansätze heute. Eine Veröffentlichung der Musikakademie Rheinsberg. Pfau, Saarbrücken 1997, ISBN 978-3-930735-70-9.
- Landesmusikplan Brandenburg. Landesmusikrat Brandenburg, Senftenberg 1997/2000.
- Domhardt, Gerd, Siegfried. In: Hans-Werner Heister, Wolfgang Sparrer (Hrsg.): Komponisten der Gegenwart. edition text + kritik, München 1996
- Treibmann, Karl Ottomar. In: Hans-Werner Heister, Wolfgang Sparrer (Hrsg.): Komponisten der Gegenwart. edition text + kritik, München 1998
- Treibmann, Karl Ottomar. In: The New Grove Dictionary of Music and Musicians. 1998
- Domhardt, Gerd. In: The New Grove Dictionary of Music and Musicians, 1998
- Mit Claudia Schurz (Hrsg.): Das Theater des Prinzen Heinrich. Ein Lesebuch zum Schloßtheater Rheinsberg.Hofmeister, Leipzig 2000, ISBN 978-3-87350-016-7.
- Günter Neubert. In: Hans-Werner Heister, Wolfgang Sparrer (Hrsg.): Komponisten der Gegenwart. edition text + kritik, München 2003
- Thomas Heyn. In: Hans-Werner Heister, Wolfgang Sparrer (Hrsg.): Komponisten der Gegenwart. edition text + kritik, München 2004
- Karl Ottomar Treibmann: Klangwanderungen. Kamprad, Altenburg 2004, ISBN 978-3-930550-32-6.
- (Hrsg.): Die Rheinsberger Hofkapelle von Friedrich II. Musiker auf dem Weg zum Berliner „Capell-Bedienten“. Veröffentlichung der Musikakademie Rheinsberg GmbH. 2., überarbeitete Auflage. Hofmeister, Leipzig 2005, ISBN 978-3-87350-019-8.
- (Hrsg.): Frau Musica heute. Konzepte für Kompositionen. Veröffentlichung der Musikakademie Rheinsberg gGmbh. Hofmeister, Leipzig 2005, ISBN 978-3-87350-031-0.
- Kurz und knapp, jedoch reich beschenkt. Ursula Stürzbecher (Hrsg.): In: Liber amicorum für Ruth Zechlin, zu ihrem 80. Geburtstag. Verlag Ries & Erler Berlin 2006
- Beiträge zu Lothar Voigtländer, Wilhelm Weismann und Walter Zimmermann, in: Die Musik in Geschichte und Gegenwart (MGG). Bärenreiter, Kassel 2007
- Beiträge zu Romely Pfund, Annette Schlünz und Juliane Klein. In: Annette Kreutziger-Herr, Melanie Unseld (Hrsg.): Genderhandbuch. Bärenreiter, Kassel 2010, ISBN 978-3-7618-2043-8.
- Ich bin Komponist. Friedrich II. als Musiker. Ries & Erler, Berlin 2012, ISBN 978-3-87676-019-3.
- Musikakademie Rheinsberg. Bundes- und Landesakademie, Geschichten erzählen Jahrbuch Ostprignitz Ruppin 2014, Neuruppin 2014.
- Leidenschaftliche Bekenntnisse, Erlebnisse mit Musik von Lothar Voigtländer. In: Albrecht von Massow, Thomas Grysko, Josephine Orkno (Hrsg.): Ein Prisma Ostdeutscher Musik. Böhlau-Verlag, Köln / Weimar / Wien 2015, ISBN 978-3-412-22518-6, S. 101–109.
- hören: multisensorial. In: Thomas Gerwin (Hrsg.): Internationales Klangkunstfest Berlin 2014, Jubiläumsausgabe mit DVD 2004–2014., Berlin 2015, ISBN 978-3-00-048620-3.
- Musik von Anfang an. In: Wolfgang Kurth (Hrsg.): Musikerziehung. Lehrbuch für Staatlich anerkannte Erzieher, Facherzieher für Musik und andere Sozialpädagogische Berufe in Ausbildung und Studium. Westermann Braunschweig 2019, ISBN 978-3-14-239564-7, S. 8.
- Rheinsberg ist schön, Das Auf und Ab und neue Aufmerksamkeit für den ländlichen Raum. In: Albert Drews (Hrsg.): Ein schöner Land, Loccumer Protokolle 13/2018. Rehburg-Loccum 2019, ISBN 978-3-8172-1318-4, S. 49–56.
- Einheit und Differenz, Reflektieren, Die ersten Jahre, in: Intersonanzen, Brandenburgisches Fest Neuer Musik 2019, Hrsg. Thomas Gerwin, S. 11, 32–34, 95,96
- Über Brandenburgische Alleenstraßen zu Kunst und Kultur, Auswirkungen der Corona-Krise, in: Politik und Kultur, 06/2020, S. 4
- Was ist uns Kultur wert, Potsdamer Neueste Nachrichten 20.11.2020
- Nachdrucke in: Christoph Sramek, „Ende ist Anfang“, Reinhardt Pfundt – Werkverzeichnis, Dokumente, Schriften, Kamprad 2021; ISBN 978-3-95755-661-5. Darin: „De profundis“,in: Programmheft zum Sinfoniekonzert des Philharmonischen Orchesters Frankfurt/Oder am 23.5.1993 in der Musikakademie Rheinsberg (S. 30); Harfe und Flöte in Kammermusik – Österreichische Uraufführung und neues Werk Reinhard Pfundts. Zum Gewandhaus-Kammermusikabend am 15.1.1984 in Leipzig, LVZ, 19.11.1984 (S. 51); Neue Klangwelt ohne Schock. Zur UA, MuG8/1983, S. 484 (S. 62); Kammermusik aus der DDR am 20.3.1989 in der Akademie der Künste, West-Berlin (S. 77)
- Martin macht Musik, in: Hier ist herrlich arbeiten, Begegnungen mit Schriftstellerinnen und Schriftstellern aus Brandenburg, Hrsg. Rita König, Carmen Winter und Klaus Körner, vbb2021, S. 93–96, ISBN 978-3-96982-007-0
- Treibmann, Karl Ottomar, Aktualisierung des Lexikon-Beitrags für „Komponisten der Gegenwart“, Hrsg. Hans-Werner Heister und Wolfgang Sparrer, edition text + kritik, München 2022
- Ferdinand Möhring, Transkription und Edition der Tagebücher, hg. v. Ferdinand Möhring Gesellschaft e. V. (Herausgebertätigkeit, 16 Seiten), Dezember 2022
- „Welche Kirche braucht die Kirchenmusik? Statements aus Kirche und Politik“, in: Bd. 1 Kirche – Kultur – Kontroverse, Schriften für eine kulturpolitische Kontroverse, Schnell + Steiner Regensburg, 2023, S. 31-29, ÎSBN 978-3-79543-777-8
- Zum Geleit in: Lothar Voigtländer und sein kompositorisches Werk, darin auch: Interview mit Lothar Voigtländer vor der Uraufführung von „Visage“ in Rheinsberg 2002, Hrsg.v. Matthias Herrmann, Dresden, 2023, ISBN 978-3-8288-4442-1
- Symposium: Der Wandel des Jetzt, intersonanzen, Hrsg. Thomas Gerwin, S. 10, S. 23–24; ISBN 978-3-00-075439-5
- „Uneins auch hier“, Musikalische Präferenzen bei Prinz Heinrich und Friedrich II., in: Gespräche am Rheinsberger Musenhof – Auftakt: Beiträge des ersten Kolloquiums vom 6. und 7. Mai 2022. Herausgegeben für den Kunst- und Kulturverein Rheinsberg e. V. von Detlef Fuchs, in: Kulturgeschichte Preußens – Colloquien #10, 08/12/2023, Online: https://perspectivia.net/publikationen/kultgep-colloquien/10; S. 91–121. 21.12.2023.
- Siegfried Matthus, Grundblatt, Ergänzungsbeitrag für das Lexikon KdG Komponisten der Gegenwart, 73. Nachlieferung 1/24, edition text und Kritik München 2024.
- Ferdinand Möhring und die Möhring-Gesellschaften, Kirchenmusikalisches Institut der Universität Greifswald,
- Lieder ohne Worte. Hör-Schule bei Felix – ein Kita-Angebot mit praktischen Beispielen, Münster 2024, ISBN 978-3-643-25115-2
- Die Würde des Menschen ist unantastbar, Buchbeitrag in Gut: Gegangen Der Abzug der sowjetischen | russischen Streitkräfte, Strauss Medien & Edition, Potsdam 2024, ISBN 978-3-943713-39-8
- Helmut Zapf: Interviews, Kommentare und Fakten zur Musik,